# Nicolaus Maximilian Gersdorff
Nicolaus Maximilian baron (von) Gersdorff (født ca. januar 1725, død 26. september 1802) var en dansk officer.
Han var en søn af gehejmeråd Niels Gersdorff og døbt 8. januar 1725. Sammen med 2 brødre, gehejmeråd Christian Rudolph Philip Gersdorff og Frederik Carl Gersdorff immatrikuleredes han 1741 ved Leidens Universitet og studerede her jura, men efter hjemkomsten valgte han den militære vej og indtrådte sidst på året 1743 som sekondløjtnant i Livgarden til Fods. Hans familieforbindelser i forening med gode anlæg for tjenesten sikrede ham et hurtigt avancement. 1746 forfremmedes han således til kaptajn af Infanteriet og overgik det følgende år til laalandske Infanteriregiment – senere kaldt Prins Frederiks Regiment – som kompagnichef; 1752 blev han generaladjudant hos Frederik 5., 1754 oberstløjtnant, 1760 oberst og chef for møenske – det senere oldenborgske – Infanteriregiment, 1772 generalmajor, 1774 hvid ridder, 1781 generalløjtnant. Som sådan kommanderede han fodfolket af det store korps, der 1788 sammendroges på Sjælland til værn mod et befrygtet svensk angreb. 1789 blev han kommandant i Rendsborg og inspektør over infanteriet i Hertugdømmerne – det lette infanteri dog undtaget -, men overgik 1793, samtidig med at han udnævntes til general af Infanteriet, fra disse stillinger til posten som kommandant i København, hvor han 1795 blev guvernør. 1801, få dage før Slaget på Reden, fik han sin afsked, og kort efter hædredes han som belønning for lang og god tjeneste med Elefantordenens blå bånd.
Gersdorff, der efter sin ældre broder kortvarigt blev ejer af Baroniet Marselisborg, havde 7. oktober 1761 ægtet Sophie Magdalene komtesse Reventlow (døbt 18. marts 1741 – 6. marts 1811), datter af gehejmeråd Conrad greve Reventlow. Han døde 26. september 1802.